# 劳拉·韦尔尼齐
劳拉·韦尔尼齐（義大利語：Laura Vernizzi，1985年9月15日—），生于科莫，意大利女子艺术体操运动员。她曾代表意大利获得2004年夏季奥运会体操比赛女子团体全能银牌。